# Policie v akci
Policie v akci je český televizní pořad, který měl premiéru 9. října 2017 na stanici Prima.
Někteří z policistů v pořadu jsou současní nebo bývalí příslušníci Policie České republiky a natáčení se věnují během osobního volna, jiní jsou herci či civilní osoby. Policie ČR na pořadu nespolupracuje a distancovala se od něj.
Do konce roku 2023 bylo natočeno 6 sezón pořadu. Další epizody pořadu se nenatáčejí, TV Prima vysílá pouze reprízy.
Od 16. září 2024 vysílá pořad na stejném principu TV Barrandov pod názvem Policie Delta.

## Obsazení[5]

### 1. sezóna
- Delta 101 
  - 1. Alžběta Bartáková a Tomáš Válek
  - 2. Alžběta Bartáková a Antonín Šimara
- Delta 102
  - 1. Jan Kaprálek a Tomáš Soukup
  - 2. Jan Kaprálek a Jakub Ulrich
- Delta 103
  - 1. Tomáš Pečírka a Petr Reif
  - 2. Kamila Lůbalová a Petr Reif
- Delta 104
  - 1. Andrea Macháčková a Josef Novotný
  - 2. Jan Kaprálek a Tomáš Pečírka
- Delta 105 – Kamila Lůbalová a Petr Zima
- Delta 106 – Lucie Drábková a Jakub Ulrich
- Delta 107 – Danuše Doudová a Milan Janeček
- Delta 111 
  - 1. Kamila Lůbalová a Tomáš Válek
  - 2. Petr Reif a Tomáš Soukup
- Delta 120
  - 1. Antonín Šimara (účast ve třech epizodách) a Alžběta Bartáková
  - 2. Alžběta Bartáková a Tomáš Soukup
  - 3. Tomáš Pečírka a Tomáš Válek

### 2. sezóna
- Delta 101 
  - 1. Kamila Lůbalová a Tomáš Válek
  - 2. Danuše Doudová a Tomáš Válek

- Delta 102 – Jan Kaprálek a Tomáš Soukup
- Delta 103 – Tomáš Pečírka a Petr Reif
- Delta 104 – Andrea Macháčková a Josef Novotný
- Delta 105 –  Pavel Diviš a Petr Zima
- Delta 106 – Jakub Ulrich a Jiří Macoun
- Delta 107 – Danuše Doudová a Milan Janeček
- Delta 108 – Jiří Macoun a Patrik Pospíšil
- Delta 109 
  - 1. Jakub Piták a Petr Janulík
  - 2. Jakub Piták a Tomáš Pečírka
- Další policisté – Stanislav Wittmann – společně s Kamilou Lůbalovou jako Delta 108
- Delta 110 – Kamila Lůbalová a Jiří Macoun
- Delta 113 – Petr Janulík a Petr Reif
- Delta 115 – Kamila Lůbalová a Petr Zima
- Delta 116 – Jakub Ulrich a Jan Kaprálek
- Delta 117 
  - 1. Jiří Macoun a Petr Reif
  - 2. Pavel Diviš a Petr Reif
- Delta 119 – Jiří Macoun a Petr Janulík

### 3. sezóna
- Delta 101
  - 1. Tomáš Válek a Jiří Zapletal
  - 2. Kamila Lůbalová a Tomáš Válek
- Delta 102 – Jan Kaprálek a Tomáš Soukup
- Delta 103 – Petr Janulík a Petr Reif
- Delta 104 – Andrea Macháčková a Josef Novotný
- Delta 105 
  - 1. Jiří Macoun a Petr Zima
  - 2. Pavel Diviš a Hanuš Trykar
- Delta 106 – Věra Pilíková a Jakub Ulrich / Jakub Ulrich a Jiří Macoun
- Delta 107 – Danuše Doudová a Milan Janeček
- Delta 108 
  - 1. Tomáš Pečírka a Hanuš Trykar
  - 2. Tomáš Pečírka a Petr Zima
- Delta 109 
  - 1. Jakub Piták a Pavel Diviš
  - 2. Kamila Lůbalová a Jakub Piták
  - 3. Jakub Piták a Tomáš Pečírka
  - 4. Jakub Piták a Jiří Macoun
- Delta 110 – Martin Molnár a Stanislav Wittmann
- Delta 111 – Jiří Macoun a Tomáš Válek
- Delta 113 – Jiří Macoun a Petr Janulík
- Delta 116 
  - 1. Jakub Ulrich a Jan Kaprálek
  - 2. Jakub Ulrich a Jiří Macoun
  - 3. Jakub Ulrich a Stanislav Wittmann
  - 4. Kamila Lůbalová a Jiří Macoun
- Delta 119 – Hanuš Trykar a Petr Janulík

### 4. sezóna
Pravidelné hlídky:
- Delta 101 
  - 1. Kamila Lůbalová a Tomáš Válek
  - 2. Tomáš Válek a Jiří Zapletal
- Delta 102 
  - 1. Jan Kaprálek a Tomáš Soukup
  - 2. Jan Kaprálek, Petr Reif a Tomáš Soukup
- Delta 103 – Tomáš Pečírka a Petr Reif
- Delta 104 – Andrea Macháčková a Josef Novotný
- Delta 105 
  - 1. Věra Pilíková a Jiří Zapletal
  - 2. Kamila Lůbalová a Jiří Macoun
- Delta 106 
  - 1. Jakub Ulrich a Jiří Macoun
  - 2. Věra Pilíková a Jakub Ulrich
- Delta 107 – Danuše Doudová a Hanuš Trykar
- Delta 109 – Jakub Piták a Petr Janulík
- Delta 110 – Martin Molnár a Stanislav Wittmann

Další hlídky:
- Delta 111 – Věra Pilíková a Jiří Zapletal

- Delta 112
  - 1. Jakub Ulrich a Tomáš Soukup
  - 2. Kamila Lůbalová a Tomáš Soukup
  - 3. Petr Reif a Tomáš Soukup
  - 4. Martin Molnár a Tomáš Soukup
- Delta 113 – Věra Pilíková a Petr Reif
- Delta 115 – Věra Pilíková a Jakub Ulrich
- Delta 116 
  - 1. Jakub Piták a Jakub Ulrich
  - 2. Jiří Macoun a Martin Molnár
  - 3. Věra Pilíková a Tomáš Soukup
- Delta 117 – Danuše Doudová a Jakub Piták
- Delta 120 – Martin Molnár a Tomáš Soukup
- Delta 133 – Tomáš Pečírka, Petr Reif a Jakub Ulrich

### 5. sezóna
Pravidelné hlídky:
- Delta 101 – Kamila Lůbalová a Tomáš Válek
- Delta 102 – Josef Ptáčník a Tomáš Soukup
- Delta 103 – Daniel Pokorný a Petr Myslivec
- Delta 104 – Andrea Macháčková a Josef Novotný
- Delta 105 – Věra Pilíková a Martin Molnár
- Delta 106 – 1. Tomáš Pečírka a Jakub Ulrich
- 2.Jan Kaprálek a Jakub Ulrich
- Delta 107 – Danuše Doudová a Hanuš Trykar

Další hlídky:
- Delta 112 – Jan Kaprálek a Tomáš Soukup
- Delta 114
  - 1. Jan Kaprálek a Josef Novotný
  - 2. Věra Pilíková a Josef Novotný
  - 3. Josef Novotný a Hanuš Trykar
  - 4. Jakub Ulrich a Josef Novotný
- Delta 115 – Josef Ptáčník a Martin Molnár
- Delta 116
  - 1. Jakub Ulrich a Tomáš Soukup
  - 2. Věra Pilíková a Jakub Ulrich
  - 3. Daniel Pokorný a Jakub Ulrich
- Delta 117 – Danuše Doudová a Jan Kaprálek

### 6. sezóna
Pravidelné hlídky:
- Delta 101 – Kamila Lůbalová a Tomáš Válek
- Delta 102 – Josef Ptáčník a Tomáš Soukup
- Delta 103 – Daniel Pokorný a Petr Myslivec
- Delta 104 
  - 1. Andrea Macháčková a Josef Novotný
  - 2. Kamila Lůbalová a Josef Novotný
- Delta 105 
  - 1. Věra Pilíková a Martin Molnár
  - 2. Andrea Macháčková a Martin Molnár
- Delta 106
  - 1. Věra Pilíková a Jakub Ulrich
  - 2. Jakub Ulrich a Tomáš Válek
- Delta 107 – Danuše Doudová a Jakub Sluka

Další hlídky
- Delta 111 
  - 1. Kamila Lůbalová a Jakub Ulrich
  - 2. Jakub Ulrich a Tomáš Válek
  - 3. Kamila Lůbalová a Daniel Pokorný
- Delta 112 
  - 1. Daniel Pokorný a Tomáš Soukup
  - 2. Věra Pilíková a Tomáš Soukup
  - 3. Věra Pilíková a Josef Ptáčník
  - 4. Kamila Lůbalová a Josef Ptáčník
  - 5. Jakub Sluka a Tomáš Soukup
  - 6. Tomáš Válek a Tomáš Soukup
- Delta 113 
  - 1. Josef Ptáčník a Daniel Pokorný
  - 2. Kamila Lůbalová a Daniel Pokorný
  - 3. Martin Molnár a Daniel Pokorný
  - 4. Josef Ptáčník a Petr Myslivec
- Delta 114 
  - 1. Martin Molnár a Josef Novotný
  - 2. Josef Novotný a Hanuš Trykar
  - 3. Kamila Lůbalová a Jakub Ulrich
- Delta 115 
  - 1. Věra Pilíková a Jakub Ulrich
  - 2. Martin Molnár a Jakub Ulrich
  - 3. Martin Molnár a Jakub Sluka
  - 4. Josef Ptáčník a Martin Molnár
  - 5. Věra Pilíková a Martin Molnár
- Delta 116 
  - 1. Kamila Lůbalová a Jakub Ulrich
  - 2. Josef Ptáčník a Jakub Ulrich
  - 3. Tomáš Válek a Jakub Sluka
  - 4. Martin Molnár a Jakub Ulrich
  - 5. Věra Pilíková a Tomáš Válek

## Vysílání
| Řada | Díly | Premiéra v ČR  | Premiéra v ČR      |
| Řada | Díly | První díl      | Poslední díl       |
| ---- | ---- | -------------- | ------------------ |
| 1    | 55   | 9. října 2017  | 26. ledna 2018     |
| 2    | 170  | 29. ledna 2018 | 30. listopadu 2018 |
| 3    | 190  | 21. ledna 2019 | 20. prosince 2019  |
| 4    | 160  | 20. ledna 2020 | 8. prosince 2021   |
| 5    | 100  | 1. února 2022  | 12. prosince 2022  |
| 6    | 100  | 30. ledna 2023 | 26. června 2024    |